# Ершова, Ольга Викторовна
О́льга Ви́кторовна Ершо́ва (род. 13 августа 1976, Барнаул), также известна по фамилии Панко́ва — российская легкоатлетка, специалистка по прыжкам в длину и тройным прыжкам. Выступала на профессиональном уровне в 1996—2007 годах, победительница и призёрка первенств всероссийского значения, участница чемпионата мира в Эдмонтоне. Представляла Москву и Алтайский край. Мастер спорта России международного класса.

## Биография
Родилась 13 августа 1976 года в Барнауле, Алтайский край. Начала заниматься лёгкой атлетикой в возрасте 12 лет, проходила подготовку под руководством тренеров В. В. Задорожного и В. Е. Кудрявцева. Выпускница Алтайского краевого училища олимпийского резерва (2003) и факультета физической культуры Алтайского государственного педагогического университета (2010).
Впервые заявила о себе в сезоне 1996 года, когда на соревнованиях во Владимире выиграла бронзовую медаль в прыжках в длину и стала пятой в тройных прыжках.
В 1998 году в прыжках в длину одержала победу на Мемориале Косанова в Алма-Ате и взяла бронзу на Мемориале Куца в Москве, в тройном прыжке заняла четвёртое место на чемпионате России в Москве.
В 1999 году в тройном прыжке была восьмой на зимнем чемпионате России в Москве и седьмой на летнем чемпионате России в Туле.
В июне 2000 года на международном турнире в греческой Ханье установила свой личный рекорд в тройном прыжке на открытом стадионе — 14,47 метра.
На чемпионате России 2001 года в Туле завоевала бронзовую награду. Благодаря этому успешному выступлению вошла в основной состав российской сборной и удостоилась права защищать честь страны на чемпионате мира в Эдмонтоне — на предварительном квалификационном этапе тройного прыжка показала результат 13,87 метра, чего оказалось недостаточно для выхода в финал.
В 2002 году победила на Кубке России в Туле, была четвёртой на Мемориале братьев Знаменских в Туле и седьмой на чемпионате России в Чебоксарах.
На чемпионате России 2004 года в Туле в тройном прыжке закрыла десятку сильнейших.
В 2005 году заняла шестое место на зимнем чемпионате России в Волгограде, выиграла всероссийские соревнования в Казани.
В 2006 году стала восьмой на зимнем чемпионате России в Москве и седьмой на летнем чемпионате России в Туле.
Завершила спортивную карьеру по окончании сезона 2007 года.
За выдающиеся спортивные достижения удостоена почётного звания «Мастер спорта России международного класса».